# Gründelbach (Rhein)
Der Gründelbach ist ein im Hunsrück entstehender Bach, der nach einem etwa neun Kilometer langen ostnordöstlichen Lauf in St. Goar im rheinland-pfälzischen Rhein-Hunsrück-Kreis von links in den Mittelrhein mündet.

## Name
Die ersten schriftlichen Erwähnungen sind granderiuum (820), grindilbach (1370) und in der Grendelbach (1484). Der Name leitet sich entweder vom althochdeutschen Flurnamen *Grindil für 'sandige Anhöhe' ab oder vom althochdeutschen Adjektiv *grindīn für 'mit Sand'. Die Ersterwähnung ist eine künstliche Latinisierung des Bachnamens.

## Geographie

### Verlauf
Der Bach entsteht durch den Zusammenfluss mehrerer Quellarme, die von der wenige Kilometer entfernten Wasserscheide im Westen zum Mosel-Einzugsgebiet herabfließen, welche ungefähr von der Trasse der A 61 markiert ist. Der offizielle Hauptstrang entspringt auf etwa 440 m ü. NHN im Wald nahe dem Rastplatz Erzkaul und südlich von Hungenroth. Von hier aus fließt der Bach durch ein enges und immer steileres Waldtal in ostnordöstlicher Richtung, darin begleitet ihn auf den unteren zwei Dritteln die Landesstraße von Hungenroth nach St. Goar (L 206). Etwa anderthalb Kilometer vor der Mündung beginnt, nach zwei Einzelanwesen schon weiter oben am Unterlauf, die geschlossene Bebauung am Lauf. Er mündet schließlich etwas unterhalb der Ausfahrt des Hafens von St. Goar (Rheinkilometer 557) unter der Ruine der Burg Rheinfels in der Ortslage von St. Goar von links in den Mittelrhein.
Nach gut einem Viertel seines Weges läuft ihm der Strittelbach von rechts zu, nach etwa der Hälfte von links der Thalbach, der ein eigenes kleines Bachsystem entwässert, hinzu kommen von der Quelle bis etwa zwei Kilometer vor der Mündung, wo sich dann das Einzugsgebiet schon sehr verengt hat, kürzere Bäche vor allem von rechts.
Der 9,2 km lange Bach Gründelbach entwässert 24,0 km² und fällt auf seinem Weg durch die Landschaften des Südöstlichen Rheinhundsrücks und des St. Goarer Tals um etwa 370 Höhenmeter, sein mittleres Sohlgefälle liegt also bei ansehnlichen 40 ‰.

### Einzugsgebiet
Die 24 km² Einzugsgebiet des Gründelbachs entwässert er, wie seine Konkurrenten jenseits der nördlichen und südlichen Wasserscheide, etwa ostwärts in den Mittelrhein. Die bedeutendste und höchste Wasserscheide liegt deshalb an der Ostgrenze, wo am Nordwesteck westlich von Karbach auf dem Quintusberg über 521 m ü. NHN erreicht werden und am Südwesteck auf dem Kümperich westlich von Badenhard immerhin noch 503 m ü. NHN. Diese Wasserscheide zum Einzugsgebiet des westlich davon den Abfluss sammelnden Baybachs, im Terrain grob markiert durch den Verlauf der A 61, ist Teil der größeren Wasserscheide zwischen der Mosel und dem Mittelrhein oberhalb von Koblenz.
Hinter der nördlichen Wasserscheide konkurrieren überwiegend der Patelsbach und der Tempusbach, die im abwärts von St. Goar gelegenen Hirzenach in den Rhein münden, hinter der südlichen überwiegend der ihn in Oberwesel erreichende Niederbach.

### Zuflüsse
Hierarchisch nach den Hauptsträngen, jeweils von der Quelle zur Mündung. Längen- und Einzugsangaben wo möglich übernommen, sonst stehen sie mit ca. und wurden abgemessen..
- (Anderer Quellast), von rechts und Südwesten am Waldrand südlich von Hungenroth, ca. 0,3 km
- Hungenrother Bach (Oberlauf), von links und Westnordwesten südöstlich von Hungenroth, ca. 0,3 km
- (Bach aus der Kohldell), von links und Nordwesten nahe der unteren Talsteigenserpentine der L 206, ca. 0,2 km
- Strittelbach, von rechts und Westsüdwesten oberhalb der Einmündung der K 101 von Utzenhain in die L 206 durchs Tal, 2,3 km und 2,2 km²
  - Bach vom Wolfsheckendell, von rechts und Süden, 0,5 km und 0,6 km²
  - (Bach aus der Hemmeseye), von rechts und Südsüdosten zwischen Schmiedsberg und Rothenbusch, ca. 0,7 km
- Nausterbach, von rechts und Südsüdwesten an der Einmündung der begleitenden K 101 von Utzenhain in die L 206, ca. 1,3 km
- (Zufluss), von links und Nordwesten kurz nach dem vorigen, ca. 0,3 km
- (Bach vom Nordrand von Utzenhain), von rechts und Süden, ca. 1,5 km. Mehrere Quelläste.
- Thalbach, im östlich ziehenden Ober- und Mittellauf Karbacher Bach genannt, von links und zuletzt Norden an der Gemeindegrenze Hungenroth/St. Goar, 5,7 km und 7,9 km²
  - (Bach aus den Katzensträuchern), von rechts und Südwesten nördlich des Engerslays, ca. 0,4 km
  - (Bach aus dem Tal zwischen Karbach und der Wallfahrtskirche St. Quintin südwestlich davon), von links und Norden kurz nach dem vorigen, ca. 0,8 km
  - (Bach aus den Langenscheider Wiesen), von rechts und Westsüdwesten, ca. 0,9 km
  - Karbach (anderer Zweig vom Südrand Karbachs her), von links und Westnordwesten, 1,1 km und 0,8 km²
  - (Bach aus dem Eschewieschen), von links und Nordnordwesten gegenüber dem Nohwasserberg, ca. 0,5 km
  - Thalbach (Namens-Oberlauf), von links und Westnordwesten südlich von Boppard-Holzfeld, ca. 1,7 km. Richtungskonstant zum erst hier Thalbach genannten Unterlauf, der nun erst südwestlich, zuletzt südlich fließt.
  - (Waldbach aus der Kahl), von links und Westsüdwesten, ca. 0,9 km
- (Waldbach vom Ostfuß des Eichenbergs), von rechts und Südsüdwesten gleich nach dem vorigen, ca. 1,1 km
- (Waldbach), von rechts und Südsüdosten vor dem ersten Einzelhaus von St. Goar, ca. 1,2 km
- Kobenbach, von rechts und Süden an einer Gebäudegruppe vor der Mühle Hilgert, 1,5 km und 1,9 km²
  - (Bach aus dem Kellerlochtal), von links und Südsüdwesten, ca. 1,0 km

Die ortsüblichen Benennungen weichen von der hier zur Aufschlüsselung verwendeten Zergliederung in Hauptstränge ab.
- So trägt der Gründelbach selbst  seinen Namen erst ab etwa dem Zulauf des Nausterbachs, zuvor heißt er ab der Einmündung dieses linken Oberlaufs in seinen Hauptstrang Hungenrother Bach, oberhalb dieses Zuflusses Rothebrunnenbach. Da der letztgenannte nach der Karte ein Gewann Am Rothenborn durchläuft, ist für ihn auch noch mit schriftsprachlich umgeänderter Namensform zu rechnen.
- Der hier Thalbach genannte Hauptstrang trägt diesen Namen erst ab dem Zulauf des ebenfalls Thalbach genannten linken Zweigs am Beginn seines in dessen Zuflussrichtung abknickenden Unterlaufs und heißt zuvor Karbacher Bach,  dies vielleicht auch erst ab dem Zulauf seines linken Zweigs vom Südrand Karbachs her.

## Flora und Fauna
Der Gründelbach fließt durch ein extensiv genutztes Tal mit vielen Niederwaldhängen, am Ufer stehen vor allem Weiden und Erlen.
Graureiher und Stockenten sind die häufigsten Wasservögel im Bachtal.